# Promachus vertebratus
Promachus vertebratus är en tvåvingeart som först beskrevs av Thomas Say 1823.  Promachus vertebratus ingår i släktet Promachus och familjen rovflugor. Inga underarter finns listade i Catalogue of Life.

## Bildgalleri

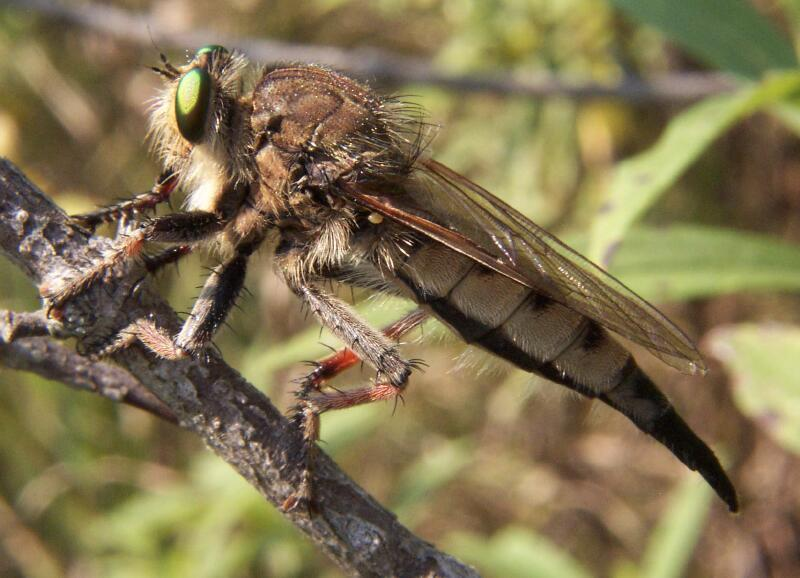